# Seselopsis tianschanicum
Seselopsis tianschanicum är en flockblommig växtart som beskrevs av Boris Konstantinovich Schischkin. Seselopsis tianschanicum ingår i släktet Seselopsis och familjen flockblommiga växter. Inga underarter finns listade i Catalogue of Life.